# Liolaemus lemniscatus
Liolaemus lemniscatus — вид ігуаноподібних ящірок родини Liolaemidae. Мешкає в Чилі і Аргентині.

## Поширення і екологія
Liolaemus lemniscatus широко поширені в центральному Чилі, від Кокімбо до Арауканії, від тихоокеанського узбережжя до схилів Анд, а також трапляються на заході Аргентини, в провінції Неукен. Вони живуть в різноманітних природних середовищах, від напівпустельних чагарникових заростей до заростей чилійського маторралю і помірних лісів, трапляються на плантаціях. Зустрічаються на висоті до 2100 м над рівнем моря. Живляться комахами, відкладають яйця.